# Schläge im Namen des Herrn
Schläge im Namen des Herrn. Die verdrängte Geschichte der Heimkinder in der Bundesrepublik ist eine 2006 erschienene Buchdokumentation von Peter Wensierski.

## Inhalt
Sie behandelt die in großem Ausmaß betriebene Ausbeutung und Misshandlung von Kindern in kirchlichen wie staatlichen Heimen Westdeutschlands zwischen 1945 und 1970. Diesen Misshandlungen hatte u. a. die sogenannte „Heimkampagne“ ein Ende gemacht. 
Die Veröffentlichung der verdrängten Geschichte der Heimkinder in der Bundesrepublik führte zu Eingeständnissen der Evangelischen Kirche in Deutschland (EKD) und dem Petitionsausschuss des Deutschen Bundestages. Der Petitionsausschuss erkennt und bedauert laut Beschluss vom 26. November 2008 zutiefst „erlittenes Unrecht und Leid, das Kindern und Jugendlichen in verschiedenen Kinder- und Erziehungsheimen in der alten Bundesrepublik in der Zeit zwischen 1945 und 1970 widerfahren ist“.
In Irland bestätigten 2009 der Ryan-Bericht und der Murphy-Bericht offiziell zahlreiche Kindesmisshandlungen in kirchlichen Heimen. Diese waren zuvor unter anderem durch den Film Die unbarmherzigen Schwestern einer größeren Öffentlichkeit bekannt geworden. 

## Verfilmung
Ende 2011 verfilmte der Regisseur Dror Zahavi das Buch unter anderem mit Senta Berger und Matthias Habich mit dem Titel Und alle haben geschwiegen, die im März 2013  im ZDF gesendet wurde. Im Anschluss daran folgte eine dreißigminütige Dokumentation unter demselben Titel. Musikalisch verarbeitet wurde das Buch in dem Lied Heimkind von Ost+Front. Auf Grundlage der Erfahrungen Wolfgang Rosenkötters in Schläge im Namen des Herrn entstand die Handlung des Films Freistatt (2015).